# Izi
Izi ókori egyiptomi hivatalnok, a kincstár elöljárója volt a IV. dinasztia idején.
Izi a sírjából származó tizenegy kőtömbről ismert, melyek ma a kairói Egyiptomi Múzeumban, a moszkvai Puskin Múzeumban és a koppenhágai Ny Carlsberg Glyptotekben találhatóak. Utóbbin más címeket visel, így lehetséges, hogy ezek egy másik Izihez tartoznak. Sírja valószínűleg Szakkarában található, illegális ásatás során fedezték fel 1890-ben. Az ezt követő évben Vlagyimir Goleniscsev nyolc, innen származó kőtömböt vitt Moszkvába; három került Koppenhágába és csak egy maradt Kairóban. 
A kőtömbökön királynév nem maradt fenn, stilisztikai alapon datálták a IV. dinasztia korára. Főleg az álajtón szereplő jelenet, melyen szöveteket mutatnak, jellemző a IV. dinasztia korának elejére vagy közepére. A kőtömbökön szerepel egy bizonyos Nofretwenesz, akinek címe „a király ismerőse” – ő valószínűleg Izi felesége volt –, valamint Nikauhór és Hotepnub (valószínűleg a fiuk és a lányuk). Kincstárnoki címe mellett Izi egyéb címei: „a nagy birtok elöljárója”, „Bezet nagyja”, „A királyi ékszerek felügyelője”, „Felső-Egyiptom nomoszainak vezetője”, „Az északi nomoszok vezetője”, „A titkok ismerője”, „A királyi dokumentumok írnoka”.

## Fordítás
- Ez a szócikk részben vagy egészben  az   Izi (Ancient Egyptian official) című angol Wikipédia-szócikk ezen változatának fordításán alapul.  Az eredeti cikk szerkesztőit annak laptörténete sorolja fel. Ez a jelzés csupán a megfogalmazás eredetét és a szerzői jogokat jelzi, nem szolgál a cikkben szereplő információk forrásmegjelöléseként.
- Ez a szócikk részben vagy egészben  az   Isi (Schatzhausvorsteher) című német Wikipédia-szócikk ezen változatának fordításán alapul.  Az eredeti cikk szerkesztőit annak laptörténete sorolja fel. Ez a jelzés csupán a megfogalmazás eredetét és a szerzői jogokat jelzi, nem szolgál a cikkben szereplő információk forrásmegjelöléseként.